# Крістін Отто
Крістін Отто  (нім. Kristin Otto; 7 лютого 1966) — німецька плавчиня, шестиразова олімпійська чемпіонка.

## Виступи на Олімпіадах
| Олімпіада | Дисципліна                            | Місце |
| --------- | ------------------------------------- | ----- |
| Сеул 1988 | плавання на 50 метрів вільним стилем  | 1     |
| Сеул 1988 | плавання на 100 метрів вільним стилем | 1     |
| Сеул 1988 | естафета 4 × 100 вільним стилем       | 1     |
| Сеул 1988 | плавання на 100 метрів на спині       | 1     |
| Сеул 1988 | плавання на 100 метрів, батерфляй     | 1     |
| Сеул 1988 | комплексна естафета 4 × 100           | 1     |